# Starosselje (Kaliningrad)
Starosselje (Староселье, deutsch Schultitten (teilweise)) ist eine Siedlung im Munizipalkreis Rajon Bagrationowsk (Stadtkreis Preußisch Eylau) in der russischen Oblast Kaliningrad (Gebiet Königsberg (Preußen)).

## Geographische Lage
Starosselje liegt im südlichen Westen der Oblast Kaliningrad, drei Kilometer nördlich von Mühlhausen i. Ostpreußen (russisch Gwardeiskoje) sowie 14 Kilometer nördlich der Rajonshauptstadt Bagrationowsk (deutsch Preußisch Eylau).

## Geschichte
Der russische Ortsname taucht erst für die Zeit nach 1946 auf und belegt nicht die frühere bzw. deutsche Namensgebung vor dieser Zeit. Es ist wohl davon auszugehen, dass das heutige Starosselje eine früher zu Schultitten (heute russisch Strelnja) gehörende Ortslage war, zwar in einiger Entfernung. Das Dorf Schultitten selbst lag südlich des Nachbarorts Schrombehnen (russisch Moskowskoje), in den es 1936 eingemeindet wurde.

Zu Schultitten siehe 
Nachdem 1945 in Kriegsfolge das gesamte nördliche Ostpreußen an die Sowjetunion abgetreten worden war, taucht 1947 der Name Starosselje auf. Der dazugehörige Ort war von 1947 bis 2008 in den Gwardeiski selski Sowet/okrug (Dorfsowjet Grawdeiskoje - Mühlhausen), danach bis 2016 in die Gwardeiskoje selskoje posselenije (ländliche Gemeinde Gwardeiskoje) eingegliedert und gehört seit 2017 zum Rajon Bagrationowsk (Stadtkreis Preußisch Eylau), nun in der Oblast Kaliningrad (Gebiet Königsberg (Preußen)) der Russischen Föderation.

## Religion
Für Starosselje hat sich nach 1946 der Bezug zu einer neu gegründeten evangelischen Kirchengemeinde gebildet. Sie ist in Gwardeiskoje (Mühlhausen) entstanden und eine Filialgemeinde der Auferstehungskirche in Kaliningrad (Königsberg (Preußen)) in der Evangelisch-lutherischen Kirche Europäisches Russland (ELKER).

## Verkehr
Starosselje liegt an der Kommunalstraße 27K-182, die von Krasnosnamenskoje (Dollstädt) über Strelnja bis zur Regionalstraße 27A-017 (ex A 195, frühere deutsche Reichsstraße 128) verläuft. Der Bahnhof Strelnja-Nowaja (bis 1945 „Schrombehnen“) ist die nächste Bahnstation und liegt an der Bahnstrecke Kaliningrad–Bagrationowsk, die früher als „Preußische Südbahn“ das gesamte Ostpreußen durchquerte und bis nach Brest führte.